# Lasianthus vulcanicus
Lasianthus vulcanicus är en måreväxtart som beskrevs av Henry Nicholas Ridley. Lasianthus vulcanicus ingår i släktet Lasianthus och familjen måreväxter.
Artens utbredningsområde är Sumatera. Inga underarter finns listade i Catalogue of Life.